# Dolomedes minor
Espèce
Synonymes
- Dolomedes lateralis White, 1849
- Dolomedes sagittiger White, 1849
- Dolomedes imperiosus L. Koch, 1876
- Dolomedes tridentatus Hogg, 1911

Dolomedes minor est une espèce d'araignées aranéomorphes de la famille des Dolomedidae.

## Distribution
Cette espèce est endémique de Nouvelle-Zélande.

## Description

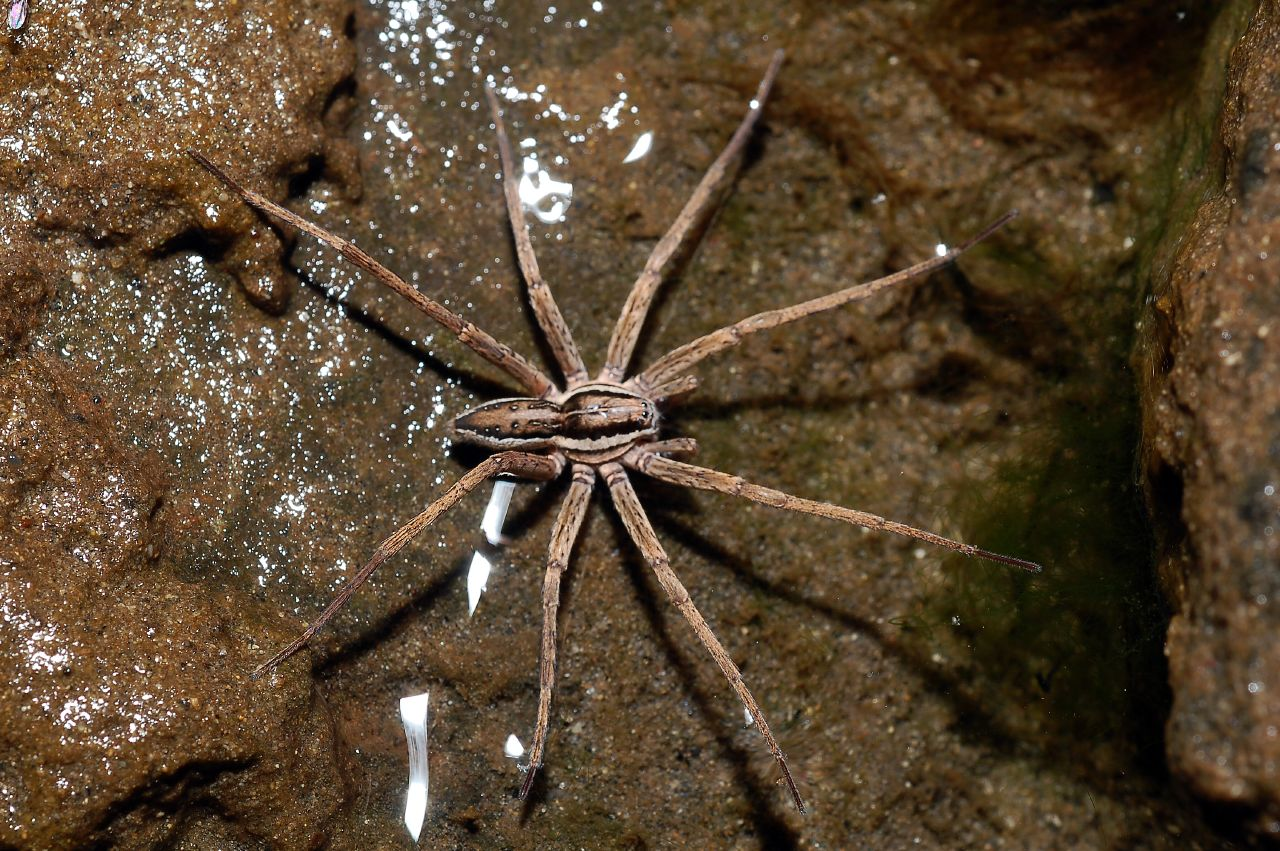
Dolomedes minor

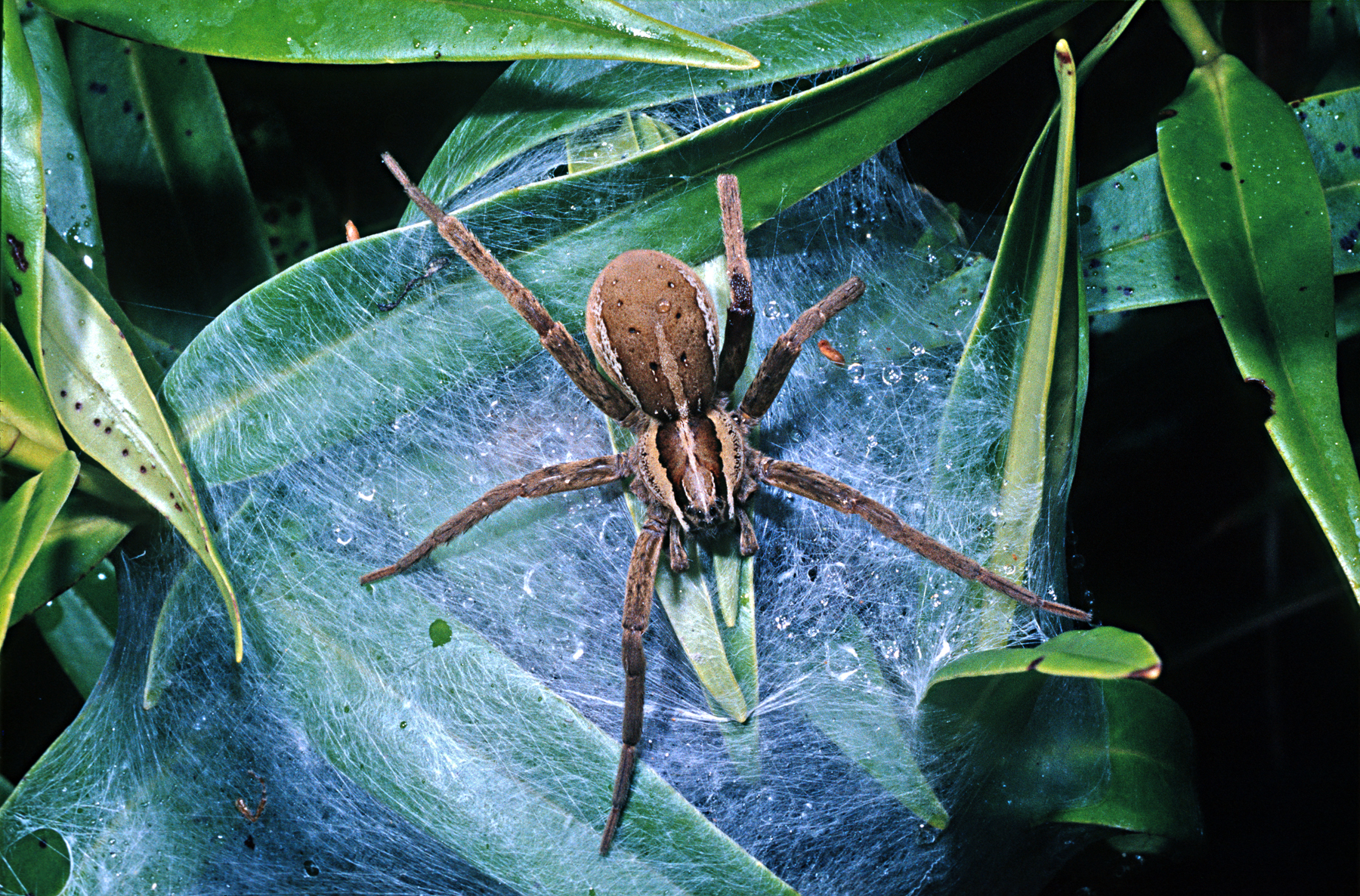
Dolomedes minor

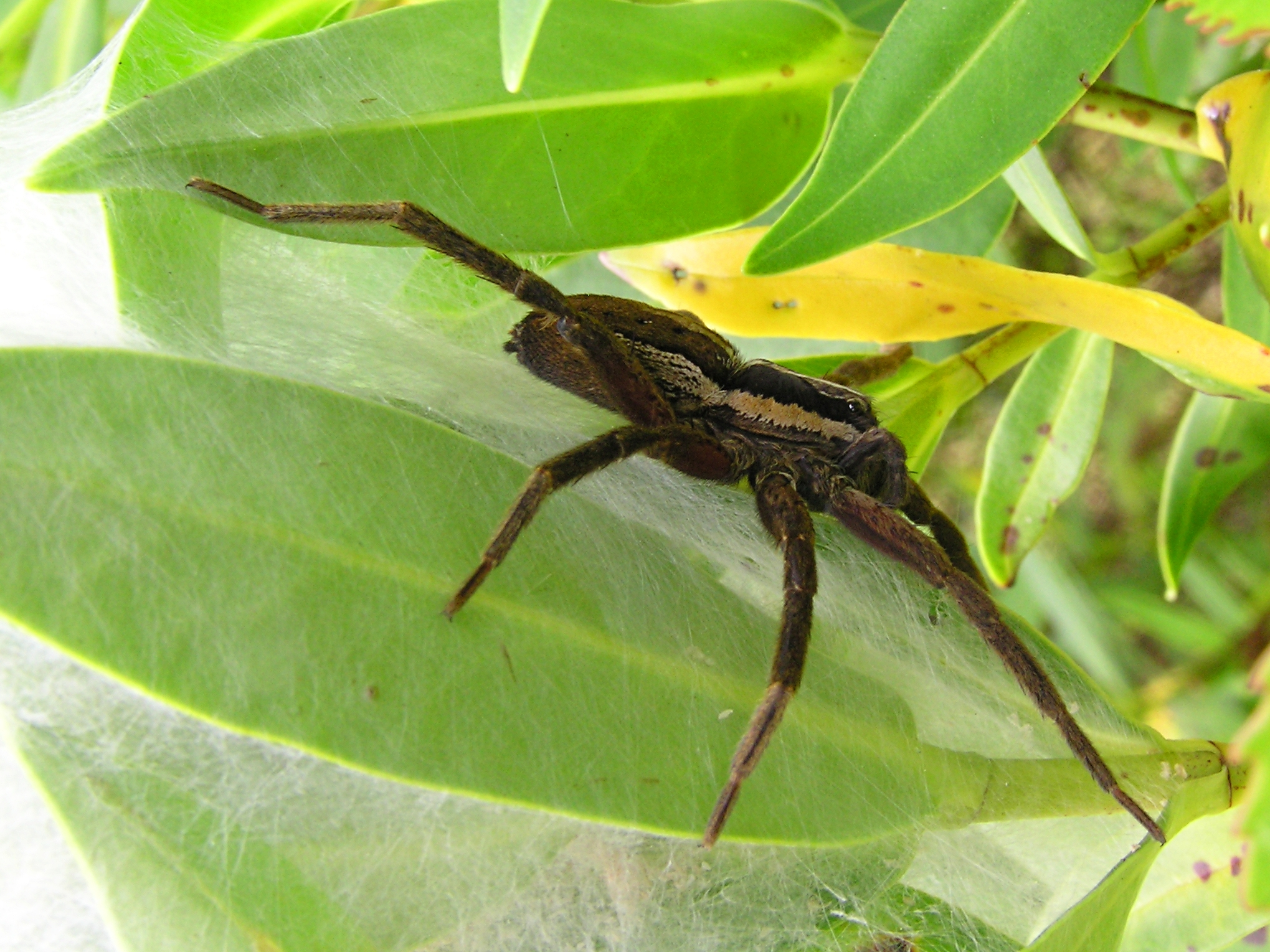
Dolomedes minor

Les mâles mesurent de 7,9 à 13,8 mm et les femelles de 12,6 à 24,8 mm.

## Systématique et taxinomie
Cette espèce a été décrite par L. Koch en 1876.
Dolomedes imperiosus a été placée en synonymie par Dalmas en 1917.
Dolomedes lateralis, Dolomedes sagittiger et Dolomedes tridentatus ont été placées en synonymie par Vink et Dupérré en 2010.

## Publication originale
- L. Koch, 1876 : Die Arachniden Australiens. Nürnberg, vol. 1, p. 741-888 (texte intégral).